# بلک راک، ویکتوریا
بلک راک (به انگلیسی: Black Rock) یک حومه شهر در استرالیا است که در ویکتوریا (استرالیا) واقع شده‌است.